# Abdulla Shallal
Abdulla Shallal (31 de janeiro de 1993) é um futebolista profissional bareinita que atua como defensor.

## Carreira
Abdulla Shallal representou a Seleção Bareinita de Futebol na Copa da Ásia de 2015.